# Hypérochos de Cumes
Hypérochos de Cumes est un historien grec antique. Il s'agirait aussi du biographe d'Aristodème de Cumes (fin VIe siècle av. J.-C.).
Une Chronique de Cumes ou Histoire de Cumes lui est souvent attribuée, œuvre dont on a gardé la trace par l'intermédiaire de Denys d'Halicarnasse et de ses Antiquités romaines.